# Gmina East Waterloo
Gmina East Waterloo (ang. East Waterloo Township) – gmina w USA, w stanie Iowa, w hrabstwie Black Hawk. Według danych z 2020 roku gmina miała 1326 mieszkańców.